# Neohaematopinus kinabalensis
Neohaematopinus kinabalensis är en insektsart som beskrevs av Johnson 1959. Neohaematopinus kinabalensis ingår i släktet Neohaematopinus och familjen ledlöss. Inga underarter finns listade i Catalogue of Life.